# 金融消費評議中心
財團法人金融消費評議中心，簡稱評議中心，是中華民國依2011年公布之《金融消費者保護法》設立、行政院金融監督管理委員會全資捐助的財團法人，於2012年正式運作。

## 成立背景
為了避免2008年雷曼兄弟連動債等金融危機再次發生，以及加強與落實對金融消費者權益的保障，並快速有效處理金融消費爭議，在各界共識下，才有《金融消費者保護法》的立法，同時依據此法設立了「財團法人金融消費評議中心」。而此機構的設置，是參考英國「金融公評人機構（Financial Ombudsman Service，FOS）制度」，僅向金融業者收取年費及爭議處理服務費，而未向金融消費者收取任何費用。

## 運作及功能
金融消費評議中心，是以「公平合理、迅速有效」為處理原則目的訴訟外爭議處理機制，來透過調處評議處理金融消費者與金融服務業因商品或服務所產生的民事糾紛。
2012年金融消費評議中心正式運作，針對銀行、保險、證券、期貨等金融消費爭議，進行公平合理的評議。消費者購買金融商品若發生糾紛，可選擇透過訴訟以外的方式迅速解決。
以往金融消費爭議發生，需透過訴訟方式處理，過程冗長；評議機制建立後，消費者如與銀行、證券、保險發生任何金融消費爭議，可先向往來的金融機構申訴；若超過30日未獲業者回覆或不接受業者的處理結果，消費者皆可向評議中心申請評議。
消費者須在爭議處理結果（消費者不滿意金融機構回應，或金融機構超過30天未回應）產生後的60日內，向金融消費評議中心提出申訴。
評議中心的評議決定在一定額度以下具有拘束力，金融服務業者應予接受並給付。同時，金融消費者可以將評議書送請法院核可，使評議書賦予法院判決的效力。
一、金融服務業所提供之下列金融商品或服務，其一定額度為新臺幣一百二十萬元：
（一）信託業辦理特定金錢信託業務或特定有價證券信託業務，受託投資國內外有價證券、短期票券或結構型商品。
（二）信託業辦理具運用決定權之金錢信託或有價證券信託，以財務規劃或資產負債配置為目的，受託投資國內外有價證券、短期票券或結構型商品。
（三）信託業運用信託財產於黃金或衍生性金融商品。
（四）共同信託基金業務。
（五）信託資金集合管理運用帳戶業務。
（六）銀行與客戶承作之衍生性金融商品及結構型商品業務。
（七）黃金及貴金屬業務。但不包括受託買賣集中市場或櫃檯買賣市場交易之黃金業務。
（八）受託買賣非集中市場交易且具衍生性商品性質之外國有價證券業務。
（九）證券商營業處所經營衍生性金融商品及槓桿交易商經營槓桿保證金契約交易業務。
（十）證券投資信託基金及境外基金。但不包括受託買賣集中市場或櫃檯買賣市場交易之證券投資信託基金。
（十一）期貨信託基金。但不包括受託買賣集中市場或櫃檯買賣市場交易之期貨信託基金。
（十二）全權委託投資業務。
（十三）全權委託期貨交易業務。
（十四）保險業所提供之財產保險給付、人身保險給付（不含多次給付型醫療保險金給付）及投資型保險商品或服務。
二、金融服務業所提供前點規定以外之金融商品或服務，其一定額度為新臺幣十二萬元。
目前在金融爭議案件中，以「保險」為訴訟比重最重，達80%。

## 歷任董事長[4]
| 任別 | 姓名   | 任期                          | 備註 |
| ---- | ------ | ----------------------------- | ---- |
| 1    | 林國全 | 2011年11月23日－2015年1月21日 |      |
| 2    | 林建智 | 2015年1月22日－2017年10月2日  |      |
| 3    | 李滿治 | 2017年10月3日－2020年9月28日  |      |
| 4    | 林志潔 | 2020年9月29日－2023年7月      |      |
| 5    | 杜怡靜 | 2023年9月8日－                |      |

## 歷任總經理
| 任別 | 姓名   | 任期                    | 備註 |
| ---- | ------ | ----------------------- | ---- |
| 1    | 姜世明 | 2011年11月－2015年      |      |
| 2    | 張冠群 | 2015年2月2日－2017年    |      |
| 3    | 卓俊雄 | 2018年1月1日－2021年    |      |
| 4    | 洪令家 | 2021年2月1日－2023年7月 |      |
| 5    | 羅俊瑋 | 2023年10月1日－         |      |

## 外部連結
- 金融消費評議中心 （页面存档备份，存于）